# История уголовного права России
Исто́рия уголо́вного пра́ва Росси́и — отрасль науки истории государства и права, изучающая развитие норм и институтов уголовного права в России в течение всех периодов её исторического развития, начиная с IX века и заканчивая современностью.
Существует несколько периодизаций истории российского уголовного права, во многом условных. Далее в этой статье используется периодизация, предложенная А. В. Наумовым.

## Средневековое уголовное законодательство
Первые известные нам уголовно-правовые нормы Древней Руси были закреплены в договорах с Византией 907, 911, 944 годов и в Русской правде.
Так, в договорах 911 и 944 годов закреплялись положения о необходимой обороне (ненаказуемость убийства вора, оказавшего сопротивление при пресечении его деяния), покушении на преступление (использовалась формулировка «еще приготоваться татьбу творяй»), экстрадиции; в этот период уже использовалась единая терминология для основных институтов уголовного права: так, преступление обозначалось как «проказа» или «съгрешение», а наказание — как «епитимия» или «казнь».
В этот период основой для писаного права служили правовые обычаи. Преступления в этот период не считались опасными для общества в целом, рассматривались как посягательство на личные интересы, что выражалось в установлении имущественной компенсации ущерба («виры») и возможности применения наказаний, основанных на принципе талиона. И. Я. Козаченко называет уголовное право этого периода правом «конкретного мстителя», индивидуального или коллективного, который реагировал на преступление, используя доступные ему в конкретный момент средства.
Уголовно-правовые нормы содержались также и в актах средневекового корпоративного права — Новгородской и Псковской судных грамотах, в которых уже было понятие о преступлениях, направленных против институтов государственной власти.
В XV—XVII веках уголовно-правовые нормы окончательно приобрели публичный характер, преступления стали рассматриваться как деяния, угрожающие всему обществу в целом; в памятниках права этого периода (Судебники 1497, 1550 годов, Соборное уложение 1649 года) светские уголовно-правовые нормы отделяются от церковных, однако всё ещё неразрывно связаны с нормами других отраслей права.
В этот период получает развитие юридическая терминология, имеющая отношение к преступлениям: если в Судебниках ещё употреблялись термины «обида», «лихое дело», «месть», то в период действия Соборного Уложения вводятся в оборот уже слова «преступление», «наказание», «вина», «умысел», использующиеся в близких к современным значениям.
Росло также число уголовно-правовых предписаний общего характера. В Судебниках, хотя и казуистично, бессистемно, но получали своё закрепление такие институты общей части уголовного права, как соучастие, рецидив, пределы действия уголовного закона во времени и пространстве; появляются первые представления о виновной ответственности, расширяется спектр применяемых мер наказания.
Развитие получает и законодательная техника. Если в Судебниках только намечается группировка преступлений по видам, то Соборное уложение уже достаточно чётко обособляет нормы, относящиеся к различным родовым объектам посягательства; появляется также рубрикация и сквозная нумерация глав и статей законодательства.
Соборное уложение также содержит множество ранее неизвестных российскому праву институтов, имеющих отношение к Общей части уголовного права: оно устанавливает вполне современные цели наказания (устрашение и общая превенция: «чтобы на то смотря, иным неповадно было так делати») и устанавливает градацию видов наказания на основные и дополнительные, предусматривает различные виды смягчающих и отягчающих обстоятельств, содержит положения о приготовлении к преступлению, о видах соучастия и прикосновенности к преступлению, крайней необходимости.

## Законодательство Нового времени
Первым нормативным актом, практически целиком состоящим из уголовно-правовых норм, стал Артикул воинский Петра I, принятый в 1715 году. Несмотря на то, что основное внимание в нём уделялось военно-уголовному законодательству, в нём были и нормы общего характера, в том числе заимствованные из уголовного законодательства европейских государств; из новшеств, содержащихся в данном акте, можно выделить закрепление смягчающих и отягчающих обстоятельств, позволившее дифференцировать ответственность лиц, совершивших преступления.
Также к этому периоду относится Устав благочиния, принятый в период царствования Екатерины II. В начале XIX века было также подготовлено несколько проектов Уголовного уложения: к 1806 году относится проект Г. Яценкова (не был опубликован, хотя и получил в последующем позитивные оценки исследователей); специально созданной комиссией по реформе законодательства было подготовлено несколько проектов уголовных кодексов (в 1812, 1813 и 1816 году), один из которых (проект уложения 1813 года) был внесён на рассмотрение в Государственный совет, хотя принятие его так и не состоялось.
Нормы уголовного права вошли и в Свод законов Российской империи 1833 года, где были представлены в Книге первой тома XV «О преступлениях и наказаниях вообще», состоявшей из 11 разделов и 765 статей. В этом акте завершается выделение норм общей части уголовного права в самостоятельную структурную единицу нормативного акта; в отдельные главы выделяются нормы общего характера о преступлении, наказании, его назначении и освобождении от наказания, пределах действия уголовного закона (что являлось шагом вперёд по сравнению с зарубежными уголовными кодексами того же периода).

### Уложение о наказаниях уголовных и исправительных 1845 года
Первый российский полноценный уголовный кодекс — Уложение о наказаниях уголовных и исправительных — был подписан 15 августа 1845 года Николаем I. Основной его особенностью в сравнении с более ранними нормативными актами было выделение общей части как элемента структуры кодифицированного акта. Общая часть уложения закрепляла основные понятия и институты уголовного права: преступления и проступка (ст. 4: «как само противозаконное деяние, так и неисполнение того, что под страхом наказания уголовного или исправительного законом предписано»), стадий их совершения, системы и видов наказания, порядка его назначения и отмены. Заслуживает внимания также подробно разработанная система наказаний, включавшая 12 их «родов» и 38 «степеней».
Особенная часть Уложения состояла из 12 разделов, включавших 2224 статьи. Оно предусматривало следующие категории преступлений и проступков: религиозные, государственные, против порядка управления, государственной и общественной службы, постановлений о повинностях, против доходов и имущества казны, общественного благоустройства и благочиния, сословной организации общества, жизни, здоровья, свободы и чести личности, против семьи и собственности.
Уложение 1845 года подвергалось законодательным изменениям, связанными с экономическими, политическими и административно-судебными реформами. Так, в 1864 году из него были исключены уголовные проступки (ответственность за деяния, за которые максимальный возможный срок заключения в тюрьму не превышал года, с 20 ноября 1864 года устанавливалась Уставом о наказаниях, налагаемых мировыми судьями), а в 1885 году была либерализована система наказаний.
Кроме этого, нормы, предусматривающие уголовную ответственность, содержались в Воинском уставе о наказаниях (282 статьи).

### Уголовное уложение 1903 года
Уложение 1903 года — последний кодифицированный уголовно-правовой акт Императорской России.
22 марта 1903 Николай II утвердил Уложение. В Высочайшем Указе Императора говорилось, что срок вступления Уложения в действие будет определен особым распоряжением.
Уложение так и не вступило в силу в полном объёме.
Полностью Уложение действовало лишь на территории губерний Латвии, Литвы и Эстонии.
- В 1904 году были введены в действие главы Уложения о государственных преступлениях.
- В 1906 — главы о религиозных преступлениях.
- После государственного переворота в феврале 1917 года и до Октябрьской революции было введено в действие около 30 статей других глав.

Действующим нормативным актом в области уголовного права вплоть до 30 ноября 1918 оставалось Уложение 1845 года.

### Уголовное законодательство Временного правительства
В период между Февральской и Октябрьской революцией 1917 года, согласно постановлению «О согласовании Свода законов с издаваемыми Временным правительством постановлениями» применению подлежали уголовные законы дореволюционного периода: Уложения 1845 и 1903 годов. Одновременно постановлениями Временного правительства вводились и новые уголовно-правовые нормы: была введена уголовная ответственность за «призывы к гражданской войне», сделанные в печати, отменена смертная казнь (позже вновь введённая, но лишь для военнослужащих).
Распространение получила внесудебная уголовная репрессия. В постановлении Временного правительства от 16 июля 1917 г. «О порядке рассмотрения дел о лицах, арестованных в несудебном порядке» говорилось: «Долг правительства — предотвратить возможность преступным замыслам дозревать до начала их осуществления, ибо во время войны даже краткое нарушение государственного спокойствия таит в себе великую опасность».

## Уголовное право в советский период

### Законодательство 1917—1919 годов
Первые акты советского уголовного законодательства имели резко классовый характер и основывались на идее революционного насилия. В основном ответственность за преступления в первые годы советской власти устанавливалась отдельными декретами, постановлениями и инструкциями. Так, нормы, устанавливающие ответственность за преступления, содержались в декретах о земле, о суде и революционных трибуналах, были приняты декреты о взяточничестве, спекуляции, набатном звоне.
Преступления в этот период делились на контрреволюционные (за которые в декретах устанавливалось наказание не менее определённого срока), особо тяжкие и все иные (за которые санкция устанавливалась не более определённого срока); возраст уголовной ответственности устанавливался в 17 лет, были упразднены суд и тюрьмы для малолетних и несовершеннолетних преступников.
Вплоть до 3 ноября 1918 года в соответствии с декретами о суде № 1 от 24 ноября 1917 года и № 2 от 7 марта 1918 года судами могли применяться Уголовные уложения 1845 и 1903 года, как и другое дореволюционное законодательство, «если оно не отменялось революцией и не противоречило революционной совести»; фактически эти законодательные нормы применялись лишь в судах окружного уровня, местные народные суды их не использовали.
Тем не менее, уголовное право советской России в основном сохранило преемственность с дореволюционным законодательством: несмотря на то, что формально все законодательные предписания Российской империи прекратили своё действие, фактически новые законодательные акты во многом восприняли конструкции Уложений 1845 и 1903 года.
Наркоматом юстиции начиная с декабря 1917 года производилось обобщение судебной практики. В циркуляре от 19 декабря 1917 года «О революционном трибунале, его составе, делах, подлежащих его ведению, налагаемых им наказаниях и о порядке ведения его заседаний» предусматривались следующие виды наказаний, налагаемых за совершение тяжких преступлений: денежный штраф; лишение свободы; удаление из столицы, из отдельных местностей, из пределов Российской республики; объявление общественного порицания; объявление врагом народа; лишение всех или некоторых политических прав; секвестр или конфискация имущества; присуждение к обязательным общественным работам.
Смертная казнь в РСФСР в период 1917—1920 годов неоднократно то отменялась, то вводилась: после отмены её декретом II Всероссийского съезда Советов 26 октября 1917 года «Об отмене смертной казни» она была вновь введена постановлением Совнаркома от 23 февраля 1918 года «Социалистическое Отечество в опасности»; следующая отмена последовала в 1920 году, и она так же быстро сменилась восстановлением этого вида наказания.

### Руководящие начала по уголовному праву РСФСР 1919 года
В 1919 году были приняты Руководящие начала по уголовному праву РСФСР. В ст. 3 они устанавливали, что «советское уголовное право имеет задачей посредством репрессий охранять систему общественных отношений, соответствующую интересам трудящихся масс, организовавшихся в господствующий класс в переходный от капитализма к коммунизму период диктатуры пролетариата».
Руководящие начала значительно либерализовали систему наказания: суды ориентировались на расширение сферы применения условного наказания, были введены такие меры наказания как общественное порицание, исправительно-трудовые работы, созданы товарищеские суды.
В систему наказаний, предусмотренных Руководящими началами входили внушение, выражение общественного порицания, принуждение к действию, не представляющему физического лишения (например, к прохождению обучения), объявление под бойкотом, исключение из объединения на время или навсегда, восстановление, а при невозможности его возмещение причиненного ущерба, отрешение от должности, воспрещение занимать ту или иную должность или исполнять ту или иную работу, конфискация всего или части имущества, лишение политических прав, объявление врагом революции или народа, принудительные работы без помещения в места лишения свободы, лишение свободы на короткий срок или на неопределенный срок до наступления известного события (в том числе «до победы мировой революции»), объявление вне закона, расстрел.
Другой особенностью Руководящих начал являлось отсутствие норм о вине и связь назначаемого наказания с опасностью лица, совершившего деяние (а не самого деяния).

### Уголовный кодекс РСФСР 1922 года
В 1920 году активизировалась работа по разработке нового уголовного кодекса. Кодекс строился на основе обобщения ранее принятых нормативных актов в области уголовного права (декретов и Руководящих начал), а также судебной практики народных судов и революционных трибуналов.
Необходимость в таком акте была обусловлена тем, что на основе действующих нормативных актов не удавалось обеспечить единство судебной практики. Так в докладе на III Всероссийском съезде деятелей советской юстиции в июне 1920 года М. Ю. Козловский (представитель наркомата юстиции) сообщал: «например, за спекуляцию, которая считается преступлением важным, налагается в одном месте маленький штраф, который немыслим в другом месте, где применяется исключительно лишение свободы и т. д. По целому ряду дел получается невероятное разнообразие и путаница», и далее: «В интересах централизации власти мы должны кодекс издать».
На этом же съезде началась подготовка кодекса, была предложена его система. В резолюции съезда было записано: «Съезд признает необходимость классификации уголовных норм, приветствует работу в этом направлении НКЮ и принимает за основу предложенную схему классификации деяний по проекту нового Уголовного кодекса, не предрешая вопроса об установлении кодексом карательных санкций. Съезд признает необходимым, чтобы проект кодекса был разослан на заключение губотделов юстиции».
Помимо основной задачи — дать правовую основу для борьбы с преступностью в РСФСР, перед разработчиками кодекса стояла и дополнительная: подготовка модельного акта в области уголовного права, который мог бы взят за основу при подготовке уголовных кодексов других союзных республик, а также стал бы первым шагом на пути к общему для всех республик кодифицированному уголовному закону.
Всего было разработано три проекта уголовного кодекса. Разработчиком первого из них стал общеконсультационный отдел наркомата юстиции (Общая часть — 1920 год, Особенная — 1921 год), второго — секция судебного права и криминалистики Института советского права (конец 1921 года) и, наконец, третьего — коллегия наркомата юстиции (1921 год, опубликован в 1922 году). Именно последний проект и лёг в основу уголовного кодекса.
Особенностью проектов, разработанных наркомюстом в 1920 и 1921 году, являлось восприятие ими разработанной в рамках социологической школы уголовного права теории «опасного состояния» личности. Проект 1920 года устанавливал следующую норму о преступности и наказуемости деяний: «Лицо, опасное для существующего порядка общественных отношений, подлежит наказанию по настоящему Кодексу. Наказуемыми являются как действие, так и бездействие. Опасность лица обнаруживается наступлением последствий, вредных для общества, или деятельностью, хотя и не приводящей к результату, но свидетельствующей о возможности причинения вреда». В окончательной редакции кодекса разработчики частично отказались от этих положений, связав наказуемость деяния прежде всего с совершением преступления, однако отдельные элементы теории «опасного состояния» в кодексе всё же сохранились; так, содержание задач уголовного закона в УК РСФСР 1922 года определялось следующим образом: «Уголовный Кодекс Р. С.Ф. С.Р. имеет своей задачей правовую защиту государства трудящихся от преступлений и от общественно-опасных элементов и осуществляет эту защиту путём применения к нарушителям революционного правопорядка наказания или других мер социальный защиты» (ст. 5).
Другой особенностью проекта, ставшего основой для будущего кодекса, стала крайняя размытость границ между преступлением и правонарушением (административным или гражданским): проект криминализовал такие деяния, как курение табака в неразрешенных для того местах, превышение предельных норм скорости езды, появление в публичном месте в состоянии опьянения, самовольное пользование чужим имуществом без намерения присвоить его, и т. д. Эти составы были позже исключены при рассмотрении кодекса ВЦИК.
Проектами предлагались и другие новшества, отвергнутые в ходе дальнейшей работы над кодексом: например, предлагалось ввести систему «родовых» (приблизительных, ориентировочных) составов преступлений (позже эта идея частично воплотилась в норме об аналогии), отказаться от закреплённых в законе санкций за совершение преступлений и перейти к неопределённым приговорам (в которых суд определял минимальную и максимальную меру наказания); даже в поздних вариантах проекта допускалось варьирование санкций с увеличением их выше высшего предела наказания, предусмотренного кодексом.
В целом к началу 1922 года проект кодекса ещё был далёк от совершенства, содержал множество пробелов, материал декретов не был в достаточной степени переработан. Тем не менее, в январе 1922 года состоялось его обсуждение на IV Всероссийском съезде деятелей юстиции, в котором приняло участие 5500 делегатов.
В дальнейшем кодекс обсуждался на майской сессии ВЦИК IX созыва, где также дорабатывался, после чего на пленарном заседании 26 мая 1922 года был одобрен окончательно. Первый уголовный кодекс РСФСР вступил в силу 1 июня 1922 года.

### Уголовный кодекс РСФСР 1926 года и уголовное законодательство 1927—1941 годов
С объединением социалистических республик в Союз ССР возникла необходимость в общесоюзном законодательстве. В 1924 году были приняты Основы уголовного законодательства Союза ССР и союзных республик, положения которых легли в основу новой редакции Уголовного кодекса РСФСР 1926 года.
Кодекс 1926 года позиционировался не как полностью новый нормативный акт, а как обновлённая редакция кодекса 1922 года, что было отражено в его официальном названии: «Уголовный кодекс РСФСР в редакции 1926 года». Преемственность сохранялась и в основных его институтах: сохранялся классовый подход к регулированию понятия преступления, меры наказания включались в систему мер «социальной защиты» (наряду с мерами медицинского и медико-педагогического характера), сохранялась норма о применении мер уголовной ответственности к лицам, представляющим «общественную опасность по прошлой деятельности и связи с преступной средой» (включая лиц, оправданных в совершении преступлений).
В целом уголовное законодательство, принятое в конце 1920-х — 1930-х годах, и уголовная политика этого периода носили явно репрессивный характер: широкое распространение получило применение уголовного закона по аналогии, ответственность не носила личного характера (например, по статье 581в УК РСФСР 1926 года совершеннолетние члены семьи изменника Родины подлежали лишению избирательных прав и ссылке в отдалённые районы Сибири на 5 лет), допускалось придание обратной силы законам, устанавливающим преступность деяния, а нормы, защищающие интересы государства, предусматривали куда более жестокую санкцию, чем нормы о преступлениях против личности.
Использование аналогии уголовного закона было зачастую связано с «приравниванием» совершённого общеуголовного преступления (например, хозяйственного), за которое предусматривалось небольшое наказание, к контрреволюционным преступлениям, санкция статей о которых включала высшую меру наказания. Так, 18-й Пленум Верховного Суда СССР, состоявшийся 2 января 1928 года разъяснил, что контрреволюционными являются действия, при совершении которых обвиняемый «хотя и не ставил прямо контрреволюционной цели, однако сознательно допускал их наступление или должен был предвидеть общественно опасный характер последствий своих действий»: фактически это означало, что привлечение к ответственности за такие преступления ставилось в зависимость от оценки судом преступного результата, а не от реальных мотивов и целей субъекта.
В соответствии с данными разъяснениями выносились приговоры как по «громким» делам (например, по Шахтинскому делу, делу «Промпартии» и т. д.), так и по не получившим широкой огласки многочисленным делам, связанным с «раскулачиванием» крестьянства, в которых нередко по «политическим», «контрреволюционным» статьям уголовного законодательства осуждались совершившие бытовые и хозяйственные преступления крестьяне, не являющиеся «кулаками».
Санкции принимаемых уголовных законов нередко носили крайне суровый характер. Так, по «закону о колосках» 1932 года) в качестве единственной меры «социальной защиты» (наказания) за хищения грузов на транспорте, колхозного и кооперативного имущества независимо от размера предусматривался расстрел с конфискацией всего имущества (заменявшийся при смягчающих обстоятельствах лишением свободы на срок не менее 10 лет с конфискацией имущества), в то время как за умышленное убийство при отягчающих обстоятельствах ст. 136 УК РСФСР 1926 года в качестве меры наказания предусматривалось лишение свободы на срок не более 10 лет. Во время Великой Отечественной войны по этому закону нередко осуждались лица, собиравшие оставшиеся в поле после уборки хлеба колоски.
Был значительно снижен минимальный возраст уголовной ответственности. Если УК 1922 года он был установлен в 14 лет, УК 1926 года — в 13, то Законом «О мерах борьбы с преступностью несовершеннолетних» от 7 апреля 1935 года ответственность за кражи, насильственные преступления и убийства устанавливалась с 12 лет «с применением всех мер наказания».
Ужесточались и нормы Общей части уголовного законодательства о наказании. Был увеличен с 10 до 25 лет максимальный срок лишения свободы (Постановление ЦИК СССР от 2 октября 1937 года), отменено условно-досрочное освобождение от наказания (1939), наряду с двумя режимами лагерей для отбывания лишения свободы введено тюремное заключение (1936).
В 1936 году была принята новая Конституция СССР, а 1938 году — новый закон о судоустройстве. Конституция целиком передавала уголовное законодательство в ведение СССР, лишая республики вводить на своей территории уголовно-правовые нормы. Хотя многие положения этих актов, касающиеся уголовного права носили прогрессивный характер (так, была отменена норма о ссылке или высылке «социально опасных» лиц, не совершивших преступления), в целом практика произвольного толкования уголовно-правовых норм нисколько не уменьшилась: так, по статье 5810 УК, предусматривающей ответственность за антисоветскую агитацию и пропаганду, назначалось наказание за «клевету на руководителей партии и государства», высказывание недовольства условиями жизни трудящихся, «восхваление» жизни в буржуазных государствах, любые выступления в защиту «врагов народа», включая выражение им сочувствия им, а также «непочтительное упоминание имени Сталина».
В целом современный Курс уголовного права, подготовленный авторским коллективом Московского государственного университета, характеризует уголовное законодательство этого периода как «поистине кровавое, отбросившее принципы законности, гуманизма и справедливости в средневековую бездну».

### Законодательство 1941—1958 годов
Законодательство и уголовная политика периода Великой Отечественной войны имело свои особенности. Помимо того, что в его состав входили временные нормы, предусматривающие ответственность за преступления, опасные лишь в военных условиях (например, распространение панических слухов), а также нормы об ответственности военнослужащих гитлеровской Германии за военные преступления на временно оккупированных территориях, его особенностью является широкое распространение законов о «приравнивании», своего рода законодательной аналогии: так, уход с военных предприятий приравнивался к дезертирству.
Распространена была и чистая аналогия закона: кража имущества военнослужащего или из квартир эвакуированных либо находящихся в бомбоубежище лиц наказывалась как бандитизм (групповое преступление), даже если её совершало одно лицо; продажа гражданами товаров по повышенной против государственной цене наказывалась по аналогии как спекуляция даже если не было установлено факта скупки товаров с целью получения наживы и т. д.
В послевоенный период развитие уголовного законодательства определялось двумя тенденциями: с одной стороны, имело место ужесточение норм о экономических и имущественных преступлениях путём ужесточения наказания (так, за хищение государственного имущества Указами Президиума Верховного Совета СССР 1947 года устанавливалась ответственность сроком до 25 лет лишения свободы), а с другой — амнистии, отмена военного положения и действовавших на военный период норм уголовного законодательства. Указом Президиума Верховного Совета СССР от 26 мая 1947 года была отменена смертная казнь, однако уже в 1950 году она была восстановлена за наиболее тяжкие государственные преступления: измену Родине, шпионаж и диверсию.
Со смертью Сталина в 1953 году началась постепенная деконструкция репрессивных институтов уголовного законодательства. В марте 1953 года была объявлена массовая амнистия, а с 1954 года началась работа по пересмотру уголовных дел и реабилитации необоснованно осуждённых. После осуждения на XX съезде КПСС в 1956 году культа личности Сталина начинается работа по подготовке новых уголовно-правовых актов.

### Уголовный кодекс РСФСР 1960 года
Как итог процесса демонтажа репрессивного уголовного законодательства были приняты Основы уголовного законодательства Союза ССР и союзных республик 1958 года и Уголовный кодекс РСФСР 1960 года, в которых уже не предусматривалось применения уголовного закона по аналогии, а перекос в сторону большей защиты государственных интересов в ущерб личным хотя и не был устранён (основной задачей УК РСФСР оставалась прежде всего охрана «советского общественного и государственного строя, социалистической собственности», лишь за которыми следовала охрана «личности и прав граждан»), но всё же не имел такого выраженного характера, как в предыдущих актах.
За рамки соучастия были вынесены заранее не обещанное укрывательство преступлений и недонесение о них, был подробно регламентирован порядок погашения и снятия судимости, введены нормы, предусматривающие условное осуждение и условно-досрочное освобождение от наказания, к исправлению осуждённых стали привлекаться трудовые коллективы; значительно сокращена сфера применения таких видов наказания, как конфискация имущества и смертная казнь, из числа видов наказания исключены изгнание из пределов СССР, объявление врагом народа, поражение прав, максимальный срок лишения свободы понижен до 10 лет (15 лет за тяжкие преступления и при особо опасном рецидиве преступлений).
Принятие новой Конституции СССР в 1977 году обусловило дальнейшую гуманизацию уголовного законодательства: происходит формальное закрепление принципа презумпции невиновности, вводятся институты отсрочки исполнения приговора, условного освобождения из мест лишения свободы с обязательным привлечением к труду, увеличивается число видов освобождения от уголовной ответственности.
Однако имелись и противоположные тенденции: так, уже в 1962 году была существенно расширена сфера применения смертной казни, которая вводилась за взяточничество, сопротивление работникам милиции и народным дружинникам, особо крупное хищение государственного и общественного имущества.
Перестройка общественных отношений, начатая в 1985 году, затронула и уголовное законодательство. В 1987 году группой учёных Академии наук СССР была создана и опубликована теоретическая модель уголовного кодекса, которая стала фундаментом для разработки и принятия Основ уголовного законодательства СССР и союзных республик 1991 года, учитывавших демократические преобразования в обществе. Ввиду распада СССР они так и не вступили в силу.
В этот период стало очевидно, что уголовное законодательство нуждается в значительном совершенствовании, так как существующие его институты оказались неэффективными в условиях становления организованной преступности; помимо этого завершается процесс демократизации уголовного законодательства — отменяются нормы об антисоветской агитации и пропаганде, о публичных призывах к изменению советского государственного и общественного строя и т. д.

## Уголовное право в период экономических реформ
В период экономических преобразований в России продолжал действовать УК РСФСР 1960 года, однако его содержание существенно менялось, отражая новые экономические и социальные характеристики общества: была унифицирована уголовно-правовая охрана государственной и иных видов собственности, исключены политизированные положения, смягчены наказания по многим преступлениям, декриминализованы многие деяния, более не считавшиеся общественно опасными.
Работа над проектами нового кодифицированного уголовного законодательства началась сразу после провозглашения независимости российского государства. Первый проект Уголовного кодекса был внесён Президентом РФ в Верховный Совет 19 октября 1992 года, он уже предусматривал многие изменения, определившие облик нового уголовного законодательства России: приоритет охраны жизни и здоровья человека, верховенство норм международного права и гуманизация ответственности за преступления небольшой тяжести; тем не менее, этот проект так и не был рассмотрен Верховным Советом, поскольку был отвергнут Комитетом по законодательству и судебно-правовой реформе.
В 1993—1994 годах велась также работа по разработке альтернативных проектов Уголовного кодекса. Если Особенная часть этих проектов в целом совпадала с проектом 1992 года, то в Общей части имелись значительные расхождения: предусматривались такие новации, как введение уголовной ответственности юридических лиц, разделение уголовного законодательства на кодифицированное и некодифицированное, понижение возраста уголовной ответственности, введение кары как цели наказания и т. д.
В октябре 1994 года на рассмотрение в Государственную Думу поступают два проекта Уголовного кодекса: президентский (основанный на проекте 1992 года) и депутатский (основанный на итогах разработки альтернативных проектов); начинается долгая и кропотливая работа по согласованию двух проектов, в ходе которой было рассмотрено более 2000 замечаний, поступивших от депутатов. Наконец, 19 июня 1995 года проект принимается Государственной Думой в третьем чтении, однако Совет Федерации его отклоняет. 24 ноября 1995 года Государственная Дума, проголосовав в четвёртый раз, повторно принимает проект, но в декабре на него накладывает вето Президент Борис Ельцин; создаётся новая согласительная комиссия и проект отправляется на повторную доработку.
Наконец, 24 мая 1996 года окончательный вариант Уголовного кодекса РФ принимается Государственной Думой. 5 июня 1996 года он одобряется Советом Федерации, а 13 июня 1996 года он подписывается Президентом РФ Ельциным. Уголовный кодекс РФ вступил в силу с 1 января 1997 года. Среди его наиболее существенных изменений можно назвать достаточно полное отражение новых экономических и политических реалий российского общества, переход к приоритетной защите прав и свобод человека, а не интересов государства, усиление ответственности за наиболее тяжкие преступления и снижение ответственности за преступления небольшой тяжести, совершённые впервые, новые основания освобождения от уголовной ответственности и другие нововведения, призванные усилить профилактический потенциал уголовного закона.
В 1996 году на территории сепаратистской Чеченской Республики Ичкерия (провозгласившей независимость от Российской Федерации) был принят собственный Уголовный кодекс Чеченской Республики Ичкерия, представляющий собой попытку объединить институты мусульманского и европейского уголовного права в едином акте. В этом кодексе как преступления трактовались «любые действия, подлежащие наказанию в соответствии с нормами того или иного любого закона»; к числу преступлений относятся, помимо традиционных уголовно наказуемых деяний, ещё и такие «правонарушения», как употребление спиртных напитков, вероотступничество и прелюбодеяние (наказуемое смертной казнью); кодекс допускал телесные наказания, принцип талиона и прочие средневековые нормы.
В последнее время в уголовном праве России наметился сдвиг от пунитивного (карательного) правосудия, целью которого является наказание преступника, к реституционному правосудию, целью которого является урегулирование социального конфликта, реставрация общественных отношений, нарушенных преступлением.
Уголовный кодекс РФ 1996 г. значительно расширил сферу применения уголовно-правового поощрения по сравнению с Уголовным кодексом РСФСР 1960 г. Им были введены такие институты, как освобождение от уголовной ответственности в связи с примирением с потерпевшим, деятельным раскаянием и т. д., имеющие целью стимулирование лиц, совершивших преступные деяния, к возвращению к законопослушной жизни.
Уголовный кодекс РФ постоянно изменяется, за 10 лет его действия (с 1 января 1997 года по 1 января 2007 года) было принято 25 законов, внёсших в него более 300 изменений.